# Heinrich Friccius von Schilden-Huitfeldt
Hans Heinrich Friccius von Schilden-Huitfeldt (ved dåben: Hans Heinrich Friccius) (16. april 1745 i Hamborg – 31. januar 1816 på Haseldorf) var en dansk-holstensk adelsmand, godsejer og kammerdeputeret.
Faderen, landkansler i Hertugdømmerne Friedrich Carl Friccius (død 1761), ophøjedes efter at have ægtet Anna Henriette von Schilden, en datter af den rige godsejer Heinrich Andreas von Schilden til Haseldorf og Haselau, i rigsadelstanden med navnet Friccius von Schilden. Sønnen studerede på Sorø Akademi og og Göttingen, udnævntes 1763 til hofjunker og 1769 til rejsekammerjunker. 1774 blev han kammerherre og ansattes samme år som auskultant og 1776 som deputeret i vestindisk-guineisk Rente- samt Generaltoldkammer. 1781 blev han medlem af Statsbalance- og Overskattedirektionen samt deputeret i Finanskollegiet og Rentekammeret. Nøje knyttet til Ove Høegh-Guldberg og hans parti blev han endvidere i 1782 medlem af Overdirektionen for Kurantbanken, jægermester i 1. holstenske forstdistrikt samt meddirektør af det kongelige Handels- og Kanalkompagni for Danmark, Norge og Hertugdømmerne. I november 1783 udnævntes han til 1. deputeret i Rentekammeret og medlem af Stutteri- og Kvægsygekommissionen samt Generalvejkommissionen. 4. april 1784 udnævntes han til gehejmeråd, men efter Ove Høegh-Guldbergs fald blev han i maj fjernet fra alle sine embeder med undtagelse af jægermesterstillingen. Schilden flyttede nu til Haseldorf, som han ejede i fællesskab med broderen Friedrich Christian Friccius von Schilden, landråd og amtmand i Steinburg Amt.
Han ægtede 1. november 1782 på Clausholm Frederikke Juliane Huitfeldt (18. april 1757 – 23. marts 1819), datter af gehejmeråd Matthias Wilhelm Huitfeldt. Efter svigerfaderen arvede han Clausholm og blev efter broderens død 1804 eneejer af de rige marskgodser Haseldorf, Haselau, Heustaken og Idenburg og oprettede af disse ejendomme henholdsvis et jysk og et holstensk fideikommis. 1805 føjede han det Huitfeldtske navn og våben til sit. 1808 udnævntes han til gehejmekonferensråd; 1782 havde han fået det hvide bånd. Schilden døde barnløs på Haseldorf 31. januar 1816. Han var en meget kundskabsrig mand med alsidige interesser, hvorom hans omfattende korrespondance og dagbøger aflægger vidnesbyrd. Ved siden heraf var han en udpræget nydelseslysten natur.